# (72801) Manzanera
(72801) Manzanera est un astéroïde de la ceinture principale.

## Description
(72801) Manzanera est un astéroïde de la ceinture principale. Il fut découvert le 25 mars 2001 à Kitt Peak par Marc W. Buie. Il présente une orbite caractérisée par un demi-grand axe de 3,24 UA, une excentricité de 0,14 et une inclinaison de 3,23° par rapport à l'écliptique.